# Clytolaema rubricauda
Clytolaema rubricauda е вид птица от семейство Колиброви (Trochilidae), единствен представител на род Clytolaema.

## Разпространение
Видът е разпространен в Бразилия.